# Molotov (formație)
Acest articol se referă la formați de hip-hop din Mexic. Pentru alte utilizări ale acestui nume de familie, vedeți Molotov (dezambiguizare).

Molotov este o formație mexicană de rock alternativ și hip hop. Membrii formației sunt: 
- Tito Fuentes
- Miky Huidobro
- Randy Ebright
- Paco Ayala